# 荒尾站 (熊本縣)
荒尾站（日语：／ Arao eki */?）是位於熊本縣荒尾市萬田，九州旅客鐵道（JR九州）的鹿兒島本線車站。車站編號為JB28。為熊本縣最北車站。
在早上和黃昏時段中，設有從博多、小倉方向的快速列車駛入此站（除了來往大牟田站外）。部分來自熊本、八代方向的列車，可與從此站出發前往博多、小倉方向的快速、普通列車同月台（1、2號月台）轉乘。
曾經設有部分特急列車停站，在2018年3月17日時間表修正後，再沒有經此站的特急列車。此站也記述在1964年（昭和39年）廢止的荒尾市營電氣鐵道（荒尾市電）荒尾站。

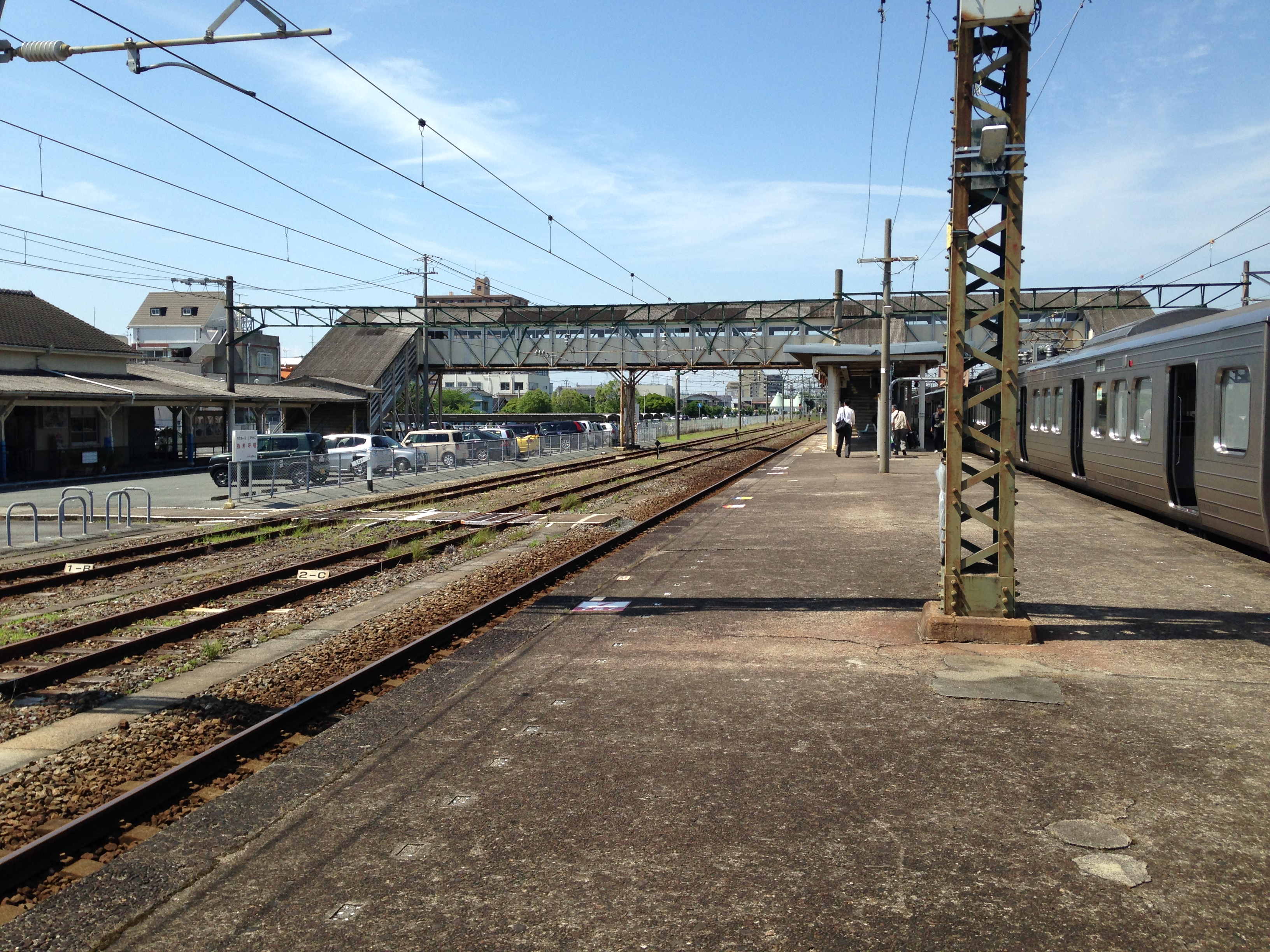
月台（2016年6月）

## 歷史
- 1912年（大正元年）11月1日 - 鐵道院的萬田站（日语：／）啟用。
- 1943年（昭和18年）6月15日 - 車站改名為荒尾站。
- 1945年（昭和20年）3月 - 第二代車站大樓重建。
- 1949年（昭和25年）12月21日 - 荒尾市電 市電荒尾站至境崎站之間開通，市電荒尾站（後來為荒尾站）啟用。
- 1964年（昭和39年）10月1日 - 荒尾市電廢止。荒尾市電的荒尾站也廢止。
- 1986年（昭和61年）11月1日 - 終止貨物起卸業務。
- 1987年（昭和62年）
  - 3月31日 - 再次開始貨物起卸業務。但是沒有貨運列車停站。
  - 4月1日 - 伴隨國鐵分割民營化，車站由九州旅客鐵道（JR九州）、日本貨物鐵道（JR貨物）營運。
- 2006年（平成18年）4月1日 - JR貨物車站（貨物起卸）廢止。在重開後沒有起卸業績便廢止了。
- 2009年（平成21年）
  - 2月20日 - 引入自動閘機。
  - 3月1日 - 此站可以使用IC卡「SUGOCA」[3]。
- 2012年（平成24年）4月8日 - 發展站前的迴旋路。設置萬田坑第二坑塔的紀念碑。由有明工業高等專門學校機械工學科學生負責設計。
- 2018年（平成30年）3月17日 - 由於特急「有明」的運行區間縮短，該列車不再駛入此站。此站再沒有停站的特急列車[2]。

## 車站構造
車站是一座地面車站，設有2面4線的島式月台和多條留置線。各月台之間設有跨線橋連接。
此站是直營車站，設有綠色窗口、自動閘機。在綠色窗口發售的車票中，為了區別東海旅客鐵道（JR東海）東海道本線（美濃赤坂線）荒尾站，此站會印上。而在此站經自動售票機發售的車票中，普通入場票會印上。

### 月台
| 月台 | 路線        | 上下行 | 方向                       |
| ---- | ----------- | ------ | -------------------------- |
| 1・2 | 鹿兒島本線  | 上行   | 大牟田、久留米、博多方向面 |
| 3・4 | ■鹿兒島本線 | 下行   | 玉名、熊本、八代方向       |

### 舊・市電荒尾站
在JR荒尾站東北方，近大牟田一方平交道的路上曾經設有荒尾市電荒尾站（開設時為市電荒尾站）。
市電荒尾站只有木造小屋車站大樓，月台為木製的2面1線島式月台，為一座地上車站。
雖然車站位於國鐵荒尾站後方，但是沒有連接國鐵站的設備，轉乘時需要前往大牟田一方的平交道後再南下前往車站。

## 使用狀況
JR九州 - 在2016年起1日平均乘車人次的變化如下：
| 年度   | 1日平均 乘車人次 | 變化率 |
| ------ | ---------------- | ------ |
| 2016年 | 1,172            |        |
| 2017年 | 1,131            | -3.5%  |
| 2018年 | 1,054            | -6.8%  |

## 車站周邊
車站位於荒尾市中心，市政廳和荒尾郵局都在步行距離內。在人口減少下，1990年代開設了Greenland，以及商業設施與新市鎮，曾經熱鬧的市區不復見。市區北邊鄰接福岡縣大牟田市。在站前設有福岡縣道·熊本縣道126號大牟田荒尾線和國道389號，該兩通道為連接兩市的主要通道。
- 荒尾市政廳
- 荒尾郵局（日语：荒尾郵便局）
- BAOO荒尾（舊・荒尾馬場）（日语：荒尾競馬場）
- 四山
- 四山神社
- 荒尾市立萬田小學（日语：荒尾市立万田小学校）
- AEON Town荒尾（日语：イオンタウン荒尾）
- K's電機（日语：ケーズデンキ）荒尾店
- 三井三池煤礦萬田坑 - 車站東北方約2公里
- 三池港（日语：三池港）
- 荒尾城市商場（日语：あらおシティモール）
- Greenland 度假村（日语：グリーンランド (遊園地)） - 距離車站約3公里。

## 巴士路線
- 產交巴士（日语：九州産交バス） - 2005年前由荒尾市交通局（日语：荒尾市交通局）營運。連接荒尾市內各地。
  - 5・6・7・11・12・13・14・23・31・32：荒尾市內各地 - 巴士中心
  - 7・8・12・13：荒尾四山 - AEON Town（日语：イオンタウン荒尾）
  - 8：市政廳前 - 荒尾市民醫院前 - 巴士中心 - 八幡校前
  - 33：市政廳前 - 櫻山團地 - 駕駛學校前 - 巴士中心 - 八幡台一丁目
- 西鐵巴士大牟田（日语：西鉄バス大牟田） - 西鐵巴士（日语：西鉄バス）集團。設有連接大牟田市的路線和高速巴士路線。
  - 2：四山 - 天領小前 - 大牟田站前 - 三池中町 - 久福木團地
  - 4：四山 - 天領橋 - 大牟田站前 - 高泉團地 - 三池中町
  - 高速：新大牟田站 - 山川停車區 - 基山停車區 - 福岡機場

## 相鄰車站
九州旅客鐵道
鹿兒島本線
■快速
大牟田（JB27）－荒尾（JB28）
■區間快速、■普通
大牟田（JB27）－荒尾（JB28）－南荒尾

### 曾經存在的路線
荒尾市交通局
荒尾市營電車線
荒尾－境崎

## 注腳
1. 1 2 3 4 5 6 7  . 週刊朝日百科. 33号 熊本駅・嘉例川駅・大畑駅ほか. 朝日新聞出版. 2013-03-31: 22.
2. 1 2   (PDF). 九州旅客鐵道. 2017-12-15  [2017-12-15]. （原始内容存档 (PDF)于2019-10-14）.
3. ↑  . 交通新聞 (交通新聞社). 2009-03-03: 1.
4. ↑  .   [2020-04-03]. （原始内容存档于2020-05-04）.

## 外部連結
- JR九州 – 荒尾車站 （页面存档备份，存于）（日語）